# متال اسلاگ
بازی گلوله فلزی (آوانگاری فارسی: مِتال اِسلاگ) (به انگلیسی: Metal Slug) که در ایران با نام سرباز کوچولو شناخته می‌شود، عنوان یک مجموعه بازی ویدئویی در سبک «بهشون شلیک کن» است که در ابتدا بدست شرکت نازکا - قبل از آنکه در سال ۱۹۹۶ با شرکت اس.ان.کی. ادغام شود - ساخته شده‌ است و برای دستگاه آرکید Neo Geo منتشر شد. همچنین این بازی بعداً در نسخه‌هایی سازگاز شده برای اندروید، پیشانه‌های بازی و رایانه‌های شخصی منتشر شد.